# Маша Зец-Пешкірич
Маша Зец-Пешкірич (словен. Maša Zec Peškirič; нар. 21 січня 1987) — колишня словенська тенісистка.
Найвищу одиночну позицію світового рейтингу — 93 місце досягла 15 червня 2009, парну — 130 місце — 19 жовтня 2009 року.
Здобула 14 одиночних та 10 парних титулів.

## Фінали ITF
| турніри $100,000 |
| турніри $75,000  |
| турніри $50,000  |
| турніри $25,000  |
| турніри $15,000  |
| турніри $10,000  |

### Одиночний розряд: 23 (14–9)
| Результат | Ранг | Дата     | Турнір                             | Покриття  | Суперниця             | Рахунок                 |
| --------- | ---- | -------- | ---------------------------------- | --------- | --------------------- | ----------------------- |
| Перемога  | 1.   | Сер 2004 | ITF Марибор, Словенія              | Ґрунт     | Андрея Клепач         | 6–2, 7–5                |
| Перемога  | 2.   | Сер 2004 | ITF Kranjska Gora, Словенія        | Ґрунт     | Діяна Стоїч           | 6–4, 6–3                |
| Поразка   | 1.   | Жов 2004 | ITF Herceg Novi, Чорногорія        | Ґрунт     | Драгана Зарич         | 6–7(4–7), 6–4, 6–7(5–7) |
| Перемога  | 3.   | Лис 2004 | ITF Майорка, Іспанія               | Ґрунт     | Татьяна Пряхін        | 6–4, 6–3                |
| Поразка   | 2.   | Кві 2005 | ITF Хвар, Хорватія                 | Ґрунт     | Саня Анчич            | 3–6, 1–6                |
| Поразка   | 3.   | Жов 2005 | ITF Лагос, Нігерія                 | Тверде    | Енн Кеотавонг         | 3–6, 6–7(7–9)           |
| Поразка   | 4.   | Бер 2007 | ITF Калгурлі, Австралія            | Тверде    | Кейсі Деллаква        | 2–6, 4–6                |
| Перемога  | 4.   | Кві 2007 | ITF Дінан, Франція                 | Ґрунт (i) | Карін Кнапп           | 6–4, 6–2                |
| Перемога  | 5.   | Тра 2007 | ITF Макарська, Хорватія            | Ґрунт     | Анастасія Полторацька | 6–3, 6–3                |
| Перемога  | 6.   | Чер 2008 | ITF Кампобассо, Італія             | Ґрунт     | Анне Шефер            | 6–3, 6–3                |
| Перемога  | 7.   | Сер 2008 | Ladies Open Hechingen, Німеччина   | Ґрунт     | Крістіна Кучова       | 3–6, 7–6(7–1), 6–3      |
| Перемога  | 8.   | Вер 2008 | ITF Марибор, Словенія              | Ґрунт     | Крістіна Кучова       | 6–2, 7–6(8–6)           |
| Перемога  | 9.   | Вер 2008 | ITF Sarajevo, Боснія і Герцеговина | Ґрунт     | Клаудія Бочова        | 6–1, 6–3                |
| Перемога  | 10.  | Вер 2008 | ITF Podgorica, Чорногорія          | Ґрунт     | Домініка Ноцярова     | 6–3, 7–6(7–1)           |
| Поразка   | 5.   | Тра 2009 | Zagreb Ladies Open, Хорватія       | Ґрунт     | Полона Герцог         | 5–7, 2–6                |
| Поразка   | 6.   | Чер 2009 | ITF Марсель, Франція               | Ґрунт     | Ралука Олару          | 7–6(7–4), 5–7, 4–6      |
| Поразка   | 7.   | Тра 2010 | Open de Cagnes-sur-Mer, Франція    | Ґрунт     | Кая Канепі            | 3–6, 2–6                |
| Поразка   | 8.   | Жов 2010 | ITF Каїр, Єгипет                   | Ґрунт     | Штефані Фогт          | 1–6, 3–6                |
| Поразка   | 9.   | Чер 2011 | ITF Марибор, Словенія              | Ґрунт     | Настя Колар           | 5–7, 4–6                |
| Перемога  | 11.  | Сер 2012 | Ladies Open Hechingen, Німеччина   | Ґрунт     | Мервана Югич-Салкич   | 6–0, 6–4                |
| Перемога  | 12.  | Бер 2013 | ITF Орландо, США                   | Ґрунт     | Міхаела Був           | 0–6, 6–4, 6–1           |
| Перемога  | 13.  | Лип 2013 | ITF Ашаффенбург, Німеччина         | Ґрунт     | Даліла Якупович       | 6–4, 6–4                |
| Перемога  | 14.  | Бер 2014 | ITF Пула, Італія                   | Ґрунт     | Софія Ковалець        | 6–4, 6–4                |

### Парний розряд: 25 (10–15)
| Результат | Ранг | Дата              | Турнір                    | Покриття   | Партнерка          | Суперниці                                    | Рахунок               |
| --------- | ---- | ----------------- | ------------------------- | ---------- | ------------------ | -------------------------------------------- | --------------------- |
| Поразка   | 1.   | 10 серпня 2004    | Коїмбра, Португалія       | Тверде     | Аліче Балдуччі     | Наталія Гарбельйотто Габріела Веласко Андреу | 4–6, 1–6              |
| Перемога  | 1.   | 23 серпня 2004    | Марибор, Словенія         | Ґрунт      | Аля Зец-Пешкірич   | Луціє Кріґсманнова Зузана Залабська          | 6–3, 6–3              |
| Перемога  | 2.   | 30 серпня 2004    | Кранська Гора, Словенія   | Ґрунт      | Полона Ребершак    | Янетте Бейлкова Каролина Йованович           | 7–6(7–4), 6–1         |
| Поразка   | 2.   | 16 жовтня 2004    | Херцег-Новий, Чорногорія  | Ґрунт      | Аля Зец-Пешкірич   | Катарина Мишич Драгана Зарич                 | 1–6, 2–6              |
| Перемога  | 3.   | 14 листопада 2004 | Майорка, Іспанія          | Ґрунт      | Аля Зец-Пешкірич   | Каріна Якобсґор Ганне Скак Єнсен             | 6–0, 2–6, 6–3         |
| Поразка   | 3.   | 10 жовтня 2005    | Лагос, Нігерія            | Тверде     | Ліза Сабіно        | Суріна Де Беер Габріела Веласко Андреу       | 4–6, 2–6              |
| Поразка   | 4.   | 27 серпня 2006    | Марибор, Словенія         | Ґрунт      | Дія Евтімова       | Дьяна Енаке Антонія Ксенія Тоут              | w/o                   |
| Поразка   | 5.   | 12 вересня 2006   | Софія, Болгарія           | Ґрунт      | Даниця Крстаїч     | Матея Межак Ніка Ожегович                    | 4–6, 3–6              |
| Поразка   | 6.   | 28 квітня 2008    | Макарська, Хорватія       | Ґрунт      | Тадея Маєрич       | Полона Герцог Штефані Фогт                   | 5–7, 2–6              |
| Поразка   | 7.   | 27 жовтня 2008    | Open Nantes, Франція      | Тверде (i) | Дарія Юрак         | Катерина Деголевич Юліана Федак              | 3–6, 4–6              |
| Перемога  | 4.   | 19 грудня 2008    | Al Habtoor Challenge, ОАЕ | Тверде     | Ірена Павлович     | Олена Чалова Валерія Савіних                 | 7–6(8–6), 3–6, [10–3] |
| Перемога  | 5.   | 22 березня 2009   | ITF Реддінг, США          | Тверде     | Ганна Орлик        | Олександра Панова Томоко Йонемура            | 7–6(7–4), 6–4         |
| Перемога  | 6.   | 10 травня 2010    | ITF Прага, Чехія          | Ґрунт      | Ксенія Ликіна      | Петра Цетковська Ева Грдінова                | 6–3, 6–4              |
| Поразка   | 8.   | 31 жовтня 2010    | ITF Каїр, Єгипет          | Ґрунт      | Штефані Фогт       | Река Луца Яні Мартіна Кубічикова             | 7–6(7–4), 1–6, [9–11] |
| Поразка   | 9.   | 30 квітня 2012    | ITF К'яссо, Швейцарія     | Ґрунт      | Конні Перрен       | Дар'я Гаврилова Ірина Хромачова              | 0–6, 6–7(1–7)         |
| Поразка   | 10.  | 21 травня 2012    | ITF Брешія, Італія        | Ґрунт      | Тереза Мрдежа      | Корінна Дентоні Діана Марцинкевич            | 2–6, 1–6              |
| Перемога  | 7.   | 23 липня 2012     | ITF Ле-Контамін, Франція  | Тверде     | Конні Перрен       | Тімеа Бачинскі Естель Гізар                  | 2–6, 6–4, [10–5]      |
| Перемога  | 8.   | 5 листопада 2012  | ITF Бенікарло, Іспанія    | Ґрунт      | Конні Перрен       | Андреа Гаміс Беатріс Гарсія-Відагані         | 6–4, 6–3              |
| Поразка   | 11.  | 14 червня 2013    | ITF Падуя, Італія         | Ґрунт      | Крістіна Діну      | Паула Каня Хромачова Ірина Павлівна          | 3–6, 1–6              |
| Поразка   | 12.  | 21 липня 2013     | ITF Дармштадт, Німеччина  | Ґрунт      | Крістіна Шаховец   | Олександра Артамонова Натела Дзаламідзе      | 3–6, 6–7(5–7)         |
| Поразка   | 13.  | 14 вересня 2013   | ITF Подгориця, Чорногорія | Ґрунт      | Катержина Ванькова | Владиця Вабич Іва Мековець                   | 6–4, 6–7(1–7), [5–10] |
| Поразка   | 14.  | 28 вересня 2013   | Telavi Open, Джорджія     | Ґрунт      | Анна Цая           | Марія Елена Камерін Аня Прислан              | 5–7, 2–6              |
| Перемога  | 9.   | 14 лютого 2014    | ITF Таллінн, Естонія      | Тверде (i) | Сопія Шапатава     | Агнеш Букта Вікторія Томова                  | 6–4, 7–6(7–4)         |
| Поразка   | 15.  | 15 березня 2014   | ITF Пула, Італія          | Ґрунт      | Кім Грайдек        | Мартіна Карегаро Анна Флоріс                 | 3–6, 7–5, [8–10]      |
| Перемога  | 10.  | 5 квітня 2014     | ITF Джексон, США          | Ґрунт      | Шанель Сіммондс    | Еріка Сема Сема Юріка                        | 6–7(5–7), 6–3, [10–5] |